# Chocques
Chocques és un municipi francès situat al departament del Pas de Calais i a la regió dels Alts de França. L'any 2007 tenia 2.970 habitants.

## Demografia

### Població
El 2007 la població de fet de Chocques era de 2.970 persones. Hi havia 1.126 famílies de les quals 256 eren unipersonals (88 homes vivint sols i 168 dones vivint soles), 311 parelles sense fills, 451 parelles amb fills i 108 famílies monoparentals amb fills.
La població ha evolucionat segons el següent gràfic:
Habitants censats

### Habitatges
El 2007 hi havia 1.228 habitatges, 1.147 eren l'habitatge principal de la família, 5 eren segones residències i 76 estaven desocupats. 1.214 eren cases i 8 eren apartaments. Dels 1.147 habitatges principals, 916 estaven ocupats pels seus propietaris, 207 estaven llogats i ocupats pels llogaters i 24 estaven cedits a títol gratuït; 5 tenien una cambra, 24 en tenien dues, 101 en tenien tres, 266 en tenien quatre i 751 en tenien cinc o més. 842 habitatges disposaven pel capbaix d'una plaça de pàrquing. A 504 habitatges hi havia un automòbil i a 466 n'hi havia dos o més.

### Piràmide de població
La piràmide de població per edats i sexe el 2009 era:
| Homes | Edats   | Dones |
| ----- | ------- | ----- |
| 0     | 95 o +  | 0     |
| 4     | 90 a 94 | 4     |
| 4     | 85 a 89 | 16    |
| 16    | 80 a 84 | 24    |
| 64    | 75 a 79 | 64    |
| 68    | 70 a 74 | 92    |
| 72    | 65 a 69 | 108   |
| 76    | 60 a 64 | 80    |
| 52    | 55 a 59 | 72    |
| 104   | 50 a 54 | 96    |
| 112   | 45 a 49 | 92    |
| 96    | 40 a 44 | 116   |
| 100   | 35 a 39 | 116   |
| 100   | 30 a 34 | 108   |
| 80    | 25 a 29 | 72    |
| 68    | 20 a 24 | 60    |
| 144   | 15 a 19 | 120   |
| 108   | 10 a 14 | 88    |
| 92    | 5 a 9   | 88    |
| 76    | 0 a 4   | 92    |

## Economia
El 2007 la població en edat de treballar era de 1.876 persones, 1.253 eren actives i 623 eren inactives. De les 1.253 persones actives 1.094 estaven ocupades (637 homes i 457 dones) i 159 estaven aturades (75 homes i 84 dones). De les 623 persones inactives 191 estaven jubilades, 157 estaven estudiant i 275 estaven classificades com a «altres inactius».

### Ingressos
El 2009 a Chocques hi havia 1.168 unitats fiscals que integraven 3.006,5 persones, la mediana anual d'ingressos fiscals per persona era de 15.388 €.

### Activitats econòmiques
Dels 85 establiments que hi havia el 2007, 3 eren d'empreses extractives, 1 d'una empresa alimentària, 1 d'una empresa de fabricació de material elèctric, 1 d'una empresa de fabricació d'elements pel transport, 4 d'empreses de fabricació d'altres productes industrials, 8 d'empreses de construcció, 25 d'empreses de comerç i reparació d'automòbils, 5 d'empreses de transport, 6 d'empreses d'hostatgeria i restauració, 1 d'una empresa d'informació i comunicació, 5 d'empreses financeres, 2 d'empreses immobiliàries, 3 d'empreses de serveis, 10 d'entitats de l'administració pública i 10 d'empreses classificades com a «altres activitats de serveis».
Dels 19 establiments de servei als particulars que hi havia el 2009, 1 era una oficina de correu, 2 oficines bancàries, 2 funeràries, 3 tallers de reparació d'automòbils i de material agrícola, 1 autoescola, 1 paleta, 2 guixaires pintors, 1 lampisteria, 2 electricistes, 2 perruqueries i 2 restaurants.
Dels 7 establiments comercials que hi havia el 2009, 3 eren botiges de menys de 120 m², 1 una botiga de menys de 120 m², 2 carnisseries i 1 una joieria.
L'any 2000 a Chocques hi havia 11 explotacions agrícoles que ocupaven un total de 264 hectàrees.

## Equipaments sanitaris i escolars
El 2009 hi havia 1 centre de salut, 1 farmàcia i 1 ambulància.
El 2009 hi havia 1 escola maternal i 1 escola elemental.

## Poblacions més properes
El següent diagrama mostra les poblacions més properes.